# Sankt Vith
Sankt Vith (tysk) eller Saint-Vith (fransk) er en kommune i Belgien. 
Byen er hovedstad i Kanton Sankt Vith (Belgisk Eifel) i provinsen Liège, og kommunen ligger regionen Vallonien, i den i den østlige del af landet, 140 kilometer øst for hovedstaden Bruxelles.

## Sprog
Flertallet af indbyggerne i kommunen er tysktalende, mens et mindretal taler fransk. Begge sprog har officiel anerkendelse.

## Landsbyer
Landsbyerne Lommersweiler og Krombach ligger i kommunen.